# Maria Faustina Kowalska
Maria Faustina (in polacco Maria Faustyna)  Kowalska, al secolo Helena Kowalska (Głogowiec, 25 agosto 1905 – Cracovia, 5 ottobre 1938), è stata una religiosa polacca, appartenente alla congregazione delle Suore della Beata Vergine Maria della Misericordia, propagatrice della devozione a Gesù misericordioso; nel 2000 è stata canonizzata da papa Giovanni Paolo II. Viene venerata in tutto il mondo come l'Apostola della Divina Misericordia.

## Biografia
Nacque in Polonia da Marianna e Stanislao Kowalski, terza di dieci figli, fu battezzata con il nome di Elena nella chiesa parrocchiale di San Casimiro. La famiglia era molto religiosa ed Elena fu educata cristianamente. La sua vocazione religiosa si manifestò fin dall'età di sette anni. Poté frequentare una scuola solo per poco più di tre anni. Ancora adolescente lasciò la famiglia per lavorare come domestica ad Aleksandrów e a Łódź, provvedendo così al proprio sostentamento e aiutando la famiglia.
A 18 anni chiese ai genitori il permesso di entrare in convento, ma la famiglia necessitava del suo aiuto e quindi non acconsentì. Faustina cercò di ubbidire ai genitori e partecipò alla vita mondana trascurando le ispirazioni interiori della grazia. Nel suo Diario racconta che un giorno, mentre era a un ballo insieme alla sorella, ebbe una visione di Gesù flagellato che le disse: «Quanto tempo ancora ti dovrò sopportare? Fino a quando mi ingannerai?». Subito dopo si decise per la vita religiosa.
Dopo essere stata respinta da molti conventi, finalmente, il 1º agosto 1925, fu ammessa nella Congregazione delle Suore della Beata Vergine Maria della Misericordia a Varsavia. Il 30 aprile del 1926 iniziò il noviziato, ricevendo l'abito e il nome di "Suor Maria Faustina". Nella Congregazione visse tredici anni, soggiornando in diverse case, in particolare a Cracovia, Płock, e Vilnius. Ebbe due direttori spirituali: don Michał Sopoćko, a Vilnius, e padre Józef Andrasz S.J. a Cracovia. Svolse mansioni di cuoca, giardiniera e portinaia e osservò fedelmente la regola religiosa. Adottò uno stile di vita severo e i digiuni indebolirono la sua salute, già cagionevole. Si ammalò di tubercolosi e dovette essere ricoverata due volte in un sanatorio vicino a Cracovia.
Di carattere riservato, i devoti le attribuiscono un'intensa vita mistica: nel suo Diario scrive che Gesù le attribuisce l'appellativo di "Segretaria della Divina Misericordia". Nel 1938 aggiunge di aver avuto un dialogo con Dio, in cui si lamenta del fatto che la sua congregazione non abbia nemmeno una santa, e riceve questa risposta: "...Tu la sei". La morte la colse "nel giorno della sua crociata", il 5 ottobre dello stesso anno a Cracovia, alle ore 22:45, all'età di 33 anni.
La Chiesa cattolica ritiene che abbia ricevuto in vita molte grazie straordinarie: le rivelazioni, le visioni, le stigmate nascoste, la partecipazione alla passione del Signore, il dono dell'ubiquità, il dono di leggere nelle anime, il dono della profezia  e il raro dono del fidanzamento e dello sposalizio mistico; il contatto vivo con Dio, con la Madonna, con gli angeli, con i santi e con le anime del purgatorio. Malgrado il dono di tante grazie straordinarie scriveva nel "Diario": "Né le grazie, né le rivelazioni, né le estasi, né alcun altro dono ad essa elargito la rendono perfetta, ma l'unione intima della mia anima con Dio. I doni sono soltanto un ornamento dell'anima, ma non ne costituiscono la sostanza né la perfezione. La mia santità e perfezione consiste in una stretta unione della mia volontà con la volontà di Dio".

## La profezia dei "Tre giorni di buio"
Ad Anna Maria Taigi viene attribuita l'origine della profezia dei "Tre giorni di buio", ripresa in seguito da altri mistici, tra i quali la beata Elena Aiello. Anche santa Maria Faustina Kowalska ne parla, senza però fare riferimenti alla durata. Nel suo diario infatti ha scritto, riferendosi a Gesù:
(Santa Maria Faustina Kowalska, Diario)

## Il culto

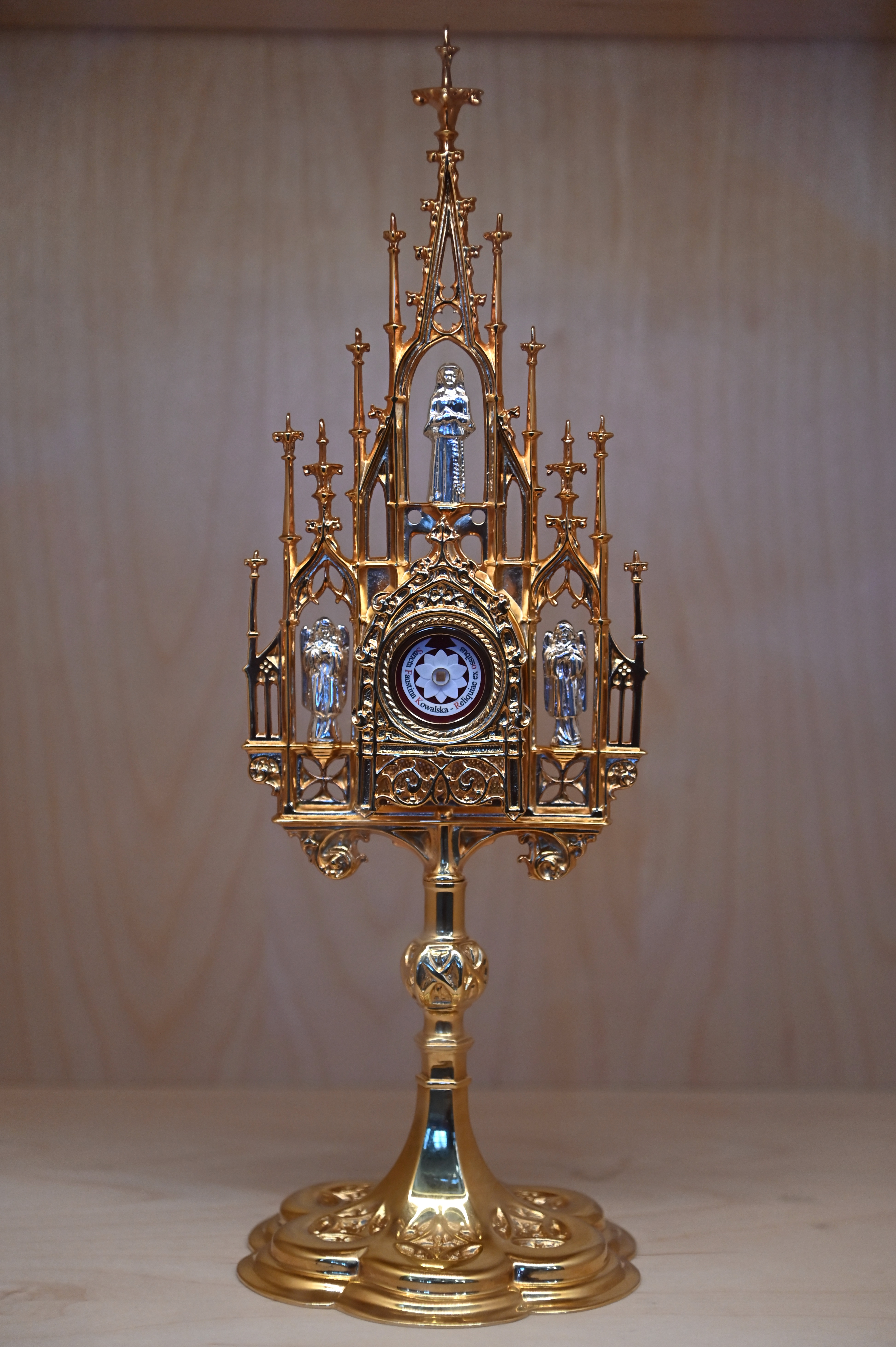
Reliquiario di suor Faustina nel tempio della Divina Provvidenza a Varsavia

Tra il 1965 e il 1967 si svolse a Cracovia il processo informativo relativo alla vita e alle virtù: la causa fu promossa dall'allora vescovo ausiliare di Cracovia, Karol Wojtyła. Nel 1968 iniziò a Roma il processo di beatificazione, che si concluse nel dicembre del 1992. Fu beatificata da papa Giovanni Paolo II in piazza San Pietro, a Città del Vaticano, il 18 aprile 1993, e proclamata santa il 30 aprile 2000. Il 18 maggio 2020 papa Francesco ha inserito la celebrazione della santa nel calendario romano generale con il grado di memoria facoltativa.
Le sue spoglie si trovano nel Santuario della Divina Misericordia (in polacco: Sanktuarium Bożego Miłosierdzia) a Cracovia.

### Il miracolo per la beatificazione
Per la beatificazione di suor Faustina la Chiesa cattolica ha ritenuto miracolosa la guarigione di Maureen Digan di Roslindale, nel Massachusetts (Stati Uniti d'America) che, all'età di quindici anni, si ammalò di linfoma. Tra il quindicesimo e il ventesimo anno di vita subì cinquanta interventi chirurgici. A diciannove anni subì un intervento alla colonna vertebrale che la lasciò per due anni paralizzata alle anche. A vent'anni subì la prima amputazione. Si recò allora con la famiglia a Cracovia, e pregò sulla tomba di suor Faustina, ottenendo un'imprevista e repentina guarigione il 28 marzo 1981.

### Il miracolo per la canonizzazione
Per la canonizzazione della beata Faustina Kowalska, la Chiesa cattolica ha ritenuto miracolosa la guarigione di padre Ronald Pytel, avvenuta nel 1995 a Baltimora. Padre Pytel, nato a Baltimora nel gennaio 1947, era diventato parroco della locale chiesa del Santo Rosario, che era anche santuario diocesano della Divina Misericordia: Nel 1995 gli venne diagnosticata una stenosi aortica, con calcificazione del ventricolo sinistro. Dal momento che ogni minimo sforzo gli provocava affanno, decise di farsi operare il 14 giugno dello stesso anno. L'intervento, consistente nella sostituzione della valvola aortica con una protesi meccanica, sembrava riuscito, ma un mese dopo sorsero complicazioni: comparve una sindrome post-pericardiotomica, con versamento pleuro-pericardico. A quarantotto anni gli fu vietato ogni sforzo, e gli venne consigliato di lasciare l'incarico, con una previsione, inoltre, di pochi anni di vita.
Padre Pytel era stato fin da bambino devoto a suor Faustina Kowalska. Nella sua chiesa si celebrava, il 5 ottobre di ogni anno, nel giorno dell'anniversario della morte di suor Faustina, una giornata di preghiera. Il 5 ottobre 1995, al momento delle preghiere per la guarigione, alcuni sacerdoti carismatici pregarono insieme a padre Pytel, tenendo sul suo capo una reliquia dell'allora beata Faustina. A un certo punto gli fecero baciare la reliquia e il parroco cadde a terra come paralizzato. Quando si rialzò dopo qualche minuto, si dimostrò completamente guarito. I medici che lo visitarono successivamente considerarono inspiegabile il recupero totale e improvviso dell'efficienza fisica.
Il caso fu sottoposto alla Congregazione per le cause dei santi che, il 20 dicembre 1999, promulgò il decreto sul miracolo, confermando che la guarigione rapida, completa e duratura, non era spiegabile per la scienza.

## La Divina Misericordia
La fama della sua santità crebbe insieme alla diffusione del culto alla Divina Misericordia e per le grazie ottenute tramite la sua intercessione. Il 22 febbraio 1931 suor Faustina scriveva nel suo Diario: «La sera, stando nella mia cella, vidi il Signore Gesù vestito di una veste bianca: una mano alzata per benedire, mentre l'altra toccava sul petto la veste, che ivi leggermente scostata lasciava uscire due grandi raggi, rosso l'uno e l'altro pallido. [...] Gesù mi disse: "Dipingi un'immagine secondo il modello che vedi, con sotto la scritta: Gesù confido in Te! Desidero che quest'immagine venga venerata [...] nel mondo intero. Prometto che l'anima che venererà quest'immagine non perirà. [...] Voglio che l'immagine [...] venga solennemente benedetta nella prima domenica dopo Pasqua: questa domenica deve essere la Festa della Misericordia.»

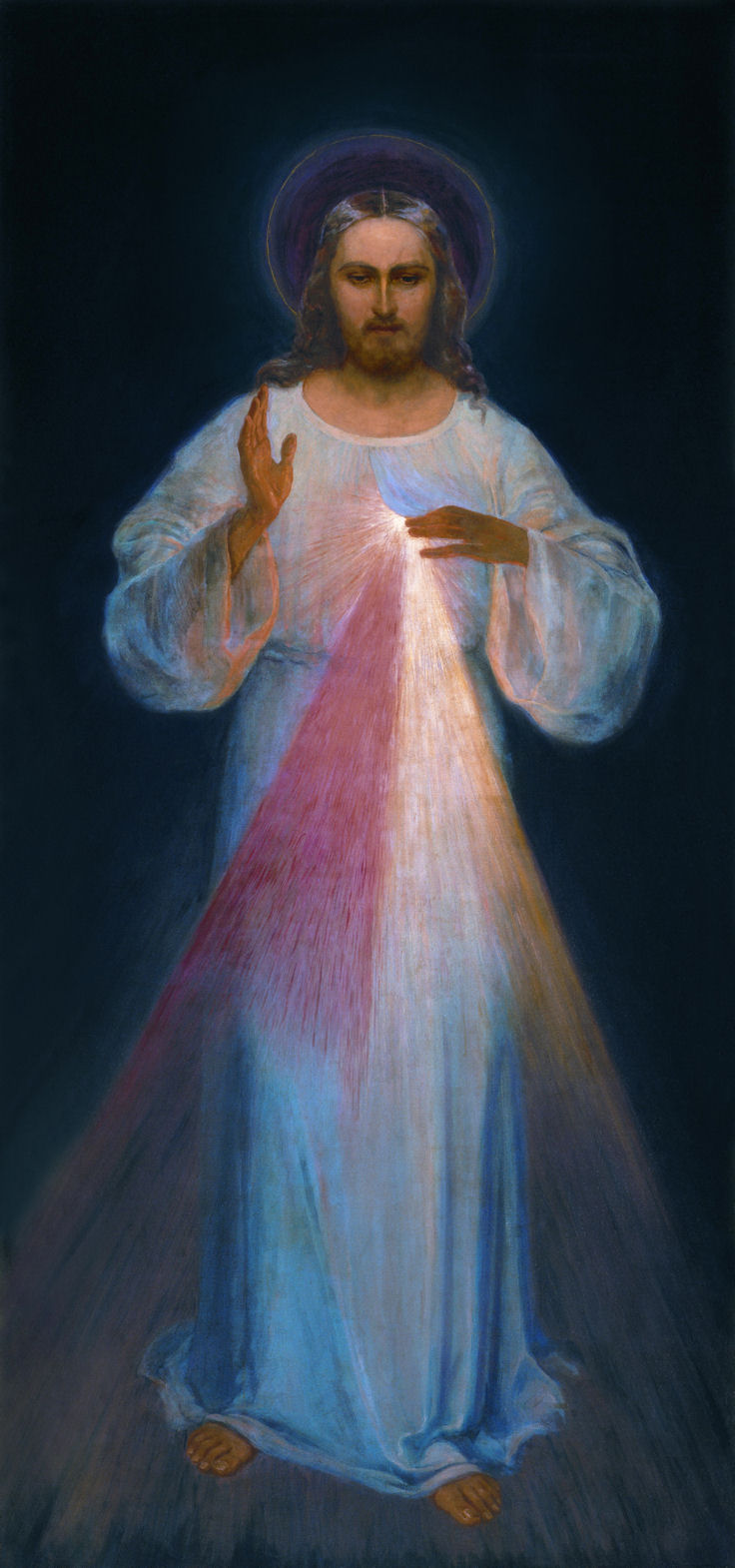
Immagine di Gesù Misericordioso

Papa San Giovanni Paolo II scrisse un'enciclica: Dives in Misericordia, la seconda del suo pontificato (1980), interamente dedicata alla devozione appresa da suor Faustina ed è stato lui che l'ha proclamata santa, il 30 aprile 2000. In quell'occasione il Papa ha stabilito per la prima volta la Festa della Misericordia, da celebrarsi ogni anno nella prima domenica dopo Pasqua.

## La Coroncina alla Divina Misericordia
In una rivelazione privata nel 1935 Gesù avrebbe chiesto a suor Faustina una particolare forma di preghiera detta "Coroncina alla Divina Misericordia". La misericordia di Dio, la grazia della conversione e del perdono dei peccati, soprattutto nell'ora della morte, sarebbero stati concessi all'anima che avesse recitato la coroncina della divina misericordia: «La mia misericordia avvolgerà in vita e specialmente nell'ora della morte le anime che reciteranno questa coroncina».